# Sound-Dust
Sound-Dust é o sétimo álbum de estúdio do grupo Stereolab, foi lançado em 2004, pela Elektra.

## Faixas
1. "Black Ants in Sound-Dust" – 1:58
2. "Space Moth" – 7:35
3. "Captain Easychord" – 5:33
4. "Baby Lulu" – 5:13
5. "The Black Arts" – 5:12
6. "Hallucinex" – 3:55
7. "Double Rocker" – 5:33
8. "Gus the Mynah Bird" – 6:10
9. "Naught More Terrific Than Man" – 4:10
10. "Nothing to Do With Me" – 3:38
11. "Suggestion Diabolique" – 7:52
12. "Les Bons Bons des Raisons" – 6:43